# Pimpinone
Pimpinone és una òpera en un acte de Georg Philipp Telemann, amb llibret de Pietro Pariati. S'estrenà a l'Òpera d'Hamburg el 27 de setembre de 1725. A Catalunya, s'estrenà l'octubre de 1972 al Palau de la Música Catalana de Barcelona. Fou composta vuit anys abans que l'òpera La serva padrona, de Pergolesi, i en la qual són presents molts elements de l'estil buffo.